# Joachim Ehrig
Joachim Werner Ehrig  (ur. 21 lutego 1947 w Heidelbergu) – niemiecki wioślarz reprezentujący RFN, brązowy medalista olimpijski i srebrny medalista mistrzostw świata.

## Kariera
Wystąpił na igrzyskach olimpijskich w Monachium w 1972, gdzie osada RFN w składzie: Joachim Ehrig, Peter Funnekötter, Franz Held i Wolfgang Plottke zdobyła brązowy medal w czwórkach bez sternika. W finale uplasowali się o 4,14 sekundy za osadą NRD i o 2,77 sekundy za osadą Nowej Zelandii. Był to jego jedyny start olimpijski.
W tej samej konkurencji wspólnie z Funnekötterem, Plottke i Clausem Schneggenburgerem srebrny medal na mistrzostwach świata w St. Catharines (1970).
Zdobył ponadto brąz w czwórce bez sternika na mistrzostwach Europy w Kopenhadze (1971).
Trzykrotnie zdobywał mistrzostwo kraju. Po zakończeniu kariery był trenerem i działaczem sportowym. Był między innymi członkiem Komitetu Olimpijskiego RFN. Z wykształcenia był nauczycielem. Odznaczony Srebrnym Liściem Laurowym, najwyższym sportowym odznaczeniem państwowym.